# Zoltán Adamik
Zoltán Adamik (ur. 20 października 1928 w Szolnoku, zm. 7 grudnia 1992 w Budapeszcie) – węgierski lekkoatleta specjalizujący się w długich biegach sprinterskich, uczestnik letnich igrzysk olimpijskich w Helsinkach (1952).

## Sukcesy sportowe
| Rok  | Miasto   | Zawody                               | Konkurencja   | Wynik         |
| ---- | -------- | ------------------------------------ | ------------- | ------------- |
| 1951 | Berlin   | igrzyska młodzieży i studentów (UIE) | bieg na 400 m | złoty medal   |
| 1954 | Berno    | mistrzostwa Europy                   | bieg na 400 m | brązowy medal |
| 1955 | Warszawa | igrzyska młodzieży i studentów (UIE) | bieg na 400 m | brązowy medal |

Czterokrotny rekordzista Węgier w biegu na 400 metrów oraz sześciokrotny rekordzista kraju w sztafecie 4 x 400 metrów.

## Rekordy życiowe
- bieg na 400 metrów – 46,9 – 1956